# Inês Henriques
Inês Pereira Henriques (Santarém, 1 de mayo de 1980) es una deportista portuguesa que compite en atletismo, especialista en la disciplina de marcha.
Ganó una medalla de oro en el Campeonato Mundial de Atletismo de 2017 y una medalla de oro en el Campeonato Europeo de Atletismo de 2018, ambas en la prueba de 50 km.
En agosto de 2017 estableció una nueva plusmarca mundial de los 50 km marcha (4:05:56), en la final del Campeonato Mundial.

## Palmarés internacional
| Campeonato Mundial | Campeonato Mundial    | Campeonato Mundial | Campeonato Mundial |
| Año                | Lugar                 | Medalla            | Prueba             |
| ------------------ | --------------------- | ------------------ | ------------------ |
| 2017               | Londres (Reino Unido) | Medalla de oro     | 50 km marcha       |
| Campeonato Europeo |                       |                    |                    |
| Año                | Lugar                 | Medalla            | Prueba             |
| 2018               | Berlín (Alemania)     | Medalla de oro     | 50 km marcha       |